# Rombicosidodecaedro metabigiroide
En geometría, el rombicosidodecaedro metabigiroide es uno de los sólidos de Johnson (J74). Puede construirse a partir de un rombicosidodecaedro al que se fijan dos cúpulas pentagonales no opuestas, rotadas 36 grados.
Los 92 sólidos de Johnson fueron nombrados y descritos por Norman Johnson en 1966.